# 波尔加·索非亚

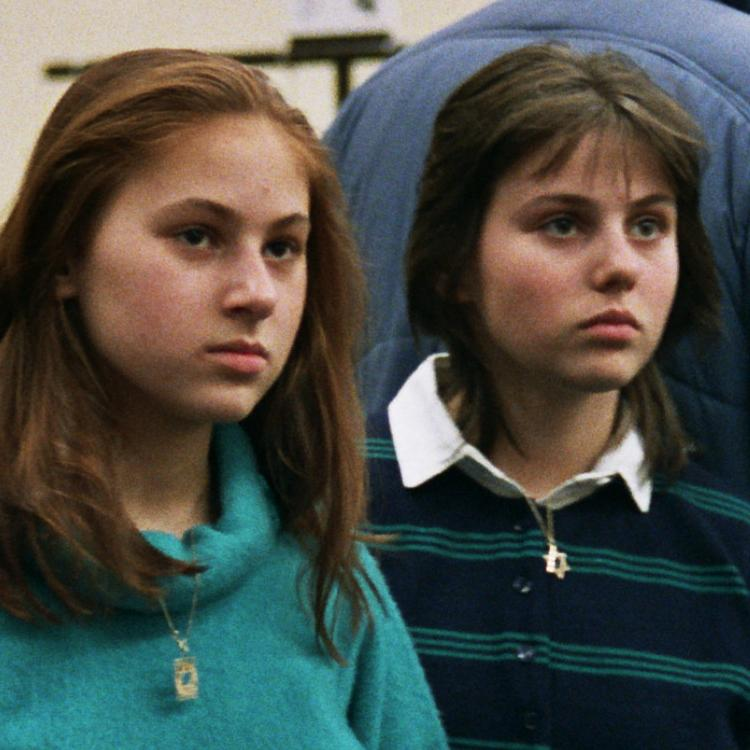
Judit + Zsófia Polgár (1988)

波尔加尔·索菲娅（Polgár Zsófia，1974年11月2日—），匈牙利裔国际象棋棋手，现居加拿大，「波尔加尔三姐妹」之一，她的妹妹波尔加·朱迪是世界上最强的国际象棋女棋手，姐姐波尔加·苏珊是原女子国际象棋世界冠军。